# Rob Derikx
Rob Gerard Marie Derikx ('s-Hertogenbosch, 25 augustus 1982) is een Nederlandse hockeyer. Hij nam tweemaal deel aan de Olympische Spelen en won hierbij in totaal één medaille.
Hij speelde tot op heden 174 officiële interlands (3 doelpunten) voor de Nederlandse hockeyploeg. Zijn internationale seniorendebuut maakte de middenvelder op 18 april 2001 in de oefeninterland Nederland-Duitsland (2-3).
Derikx speelde jarenlang voor Hockeyclub 's-Hertogenbosch, maar de in Utrecht rechten studerende hockeyer stapte in de zomer van 2004 over naar SCHC uit Bilthoven. Met die club bereikte hij in zijn eerste seizoen meteen de play-offs van de strijd om de Nederlandse titel in de hoofdklasse, waarin Stichtse overigens verloor van de latere kampioen Oranje Zwart.
Derikx werd in 2003 door de wereldhockeybond FIH genomineerd voor de uitverkiezing Talent van het Jaar. Zijn twee jaar oudere broer Geert-Jan speelde eveneens voor de nationale ploeg.

## Internationale erelijst
| Jaar | Toernooi               | Plaats                 | Resultaat     |
| ---- | ---------------------- | ---------------------- | ------------- |
| 2001 | Champions Trophy       | Rotterdam, Nederland   | Brons         |
| 2002 | Wereldkampioenschap    | Kuala Lumpur, Maleisië | Brons         |
|      | Champions Trophy       | Keulen, Duitsland      | Goud          |
| 2003 | Champions Trophy       | Amstelveen, Nederland  | Goud          |
|      | Europees kampioenschap | Barcelona, Spanje      | Vierde plaats |
| 2004 | Olympische Spelen      | Athene, Griekenland    | Zilver        |
|      | Champions Trophy       | Lahore, Pakistan       | Zilver        |
| 2005 | Europees kampioenschap | Leipzig, Duitsland     | Zilver        |

Matthijs Brouwer · 
Ronald Brouwer · 
Jeroen Delmee · 
Geert-Jan Derikx · 
Rob Derikx · 
Marten Eikelboom · 
Floris Evers · 
Erik Jazet · 
Karel Klaver · 
Jesse Mahieu · 
Teun de Nooijer · 
Rob Reckers · 
Taeke Taekema · 
Klaas Veering · 
Guus Vogels · 
Sander van der Weide ·
Coach: Terry Walsh
Thomas Boerma · 
Matthijs Brouwer · 
Ronald Brouwer · 
Jeroen Delmee · 
Geert-Jan Derikx · 
Rob Derikx · 
Laurence Docherty · 
Jeroen Hertzberger · 
Robert van der Horst · 
Timme Hoyng · 
Teun de Nooijer · 
Rob Reckers · 
Taeke Taekema · 
Guus Vogels · 
Roderick Weusthof · 
Sander van der Weide ·
Coach: Roelant Oltmans